# Ngetengchau
Ngetengchau est un îlot de l'État de Peleliu aux Palaos.

## Géographie
L'altitude maximale de l'île est de 17 mètres.

## Sources
- (ceb) Cet article est partiellement ou en totalité issu de l’article de Wikipédia en cebuano intitulé « Ngetengchau » (voir la liste des auteurs).